# 米卡埃拉巴斯蒂達斯區
14°06′18″S 72°36′43″W / 14.105°S 72.612°W
米卡埃拉巴斯蒂達斯區（西班牙語：Distrito de Micaela Bastidas），是秘魯的一個區，位於該國南部阿普里馬克大區的格羅省，始建於1957年12月20日，面積110.1平方公里，海拔高度3,508米，2005年人口1,262，人口密度每平方公里11人。